# Chorwacja na Zimowych Igrzyskach Paraolimpijskich 2006
Reprezentacja Chorwacji na Zimowych Igrzyskach Paraolimpijskich 2006 liczyła jednego sportowca. Był nim Zlatko Pesjak, startujący w narciarstwie alpejskim. Nie zdobył żadnego medalu.